# Bariumoxid
Bariumoxid är en oxid av barium med formeln BaO.

## Egenskaper
Bariumoxid reagerar med vatten och bildar bariumhydroxid (Ba(OH)2).
{\displaystyle {\rm {BaO+H_{2}O\rightarrow Ba(OH)_{2}}}}

## Framställning
Bariumoxid kan framställas genom kalcinering av bariumkarbonat (BaCO3), bariumhydroxid (Ba(OH)2) eller bariumnitrat (Ba(NO3)2).
{\displaystyle {\rm {BaCO_{3}\ {\xrightarrow {\Delta }}\ BaO+CO_{2}}}}
{\displaystyle {\rm {Ba(OH)_{2}\ {\xrightarrow {\Delta }}\ BaO+H_{2}O}}}
{\displaystyle {\rm {2\ Ba(NO_{3})_{2}\ {\xrightarrow {\Delta }}\ 2\ BaO+2\ NO_{2}+O_{2}}}}

## Användning
- Bariumoxid används för att skydda ytan på den varma katoden i katodstrålerör.
- Det har också ersatt bly(II)oxid vid tillverkning av kronglas. Bariumoxid är inte lika giftigt och har lägre dispersion.

Bariumoxid används även vid framställning av bariumcyanid och bariumperoxid.